# Lady 寶石寵物
《Lady 寶石寵物》，是三麗鷗和SEGA TOYS共同創作的角色，寶石寵物動畫版的第六作。在2014年4月5日至翌年3月28日於東京電視台播出。無線電視翡翠台於2016年9月27日以「寶石寵物Ⅵ」的名義播出，香港播放最大不同是用回日文主題曲。

## 故事大綱
桃奈參加表哥的婚禮時無意中遇見了寶石寵物露比，並得知寶石宮殿正在尋找“Lady候補生”的消息。為了成為那唯一的「Lady」，她跟著寶石露比一起去參加選拔，接下來，神奇的故事也慢慢展開了……

## 登場角色
※注意：暫譯於括號內表示；部分翻譯根據劇中或日語版維基引用解釋。

### 主要寶石寵物
作為召集Lady Jewel（寶石淑女）候補生們的拍檔或導師到Jewel Palace（寶石宮殿）的。
露比（聲：齋藤彩夏（日本）；何璐怡（香港））
搭檔是桃奈。
活潑的白兔寶石寵物。與桃奈看似是與「Lady」條件距離最遠的組合。
很喜歡胡蘿蔔。
即使自己沒有選擇桃奈作Petit Lady，也非常重視桃奈。
露亞（聲：井口裕香（日本）；葉曉欣（香港））
本作開始新登場的寶石寵物。
搭檔是莉莉安。
能幹的黑兔寶石寵物。雖然與搭檔的組合聲望最高，但不知為何很在意露比。
Lady安娜的前導師，超級腹黑毒舌，背後隱藏不為人知的祕密及陰謀。
非常不喜歡露比及桃奈，認為她們非常阻礙。
過去因為被人拋棄，因此不喜歡雨天。
得知桃奈沒有被露比選為Petit Lady後，更加鄙視露比及桃奈，想用卑鄙的手段剷除她們。
實際上在前搭檔安娜離她而去，陷入失落時受到Joker指示，將黛安娜留下的人偶用魔法变成莉莉安。
希望訓練莉莉安成為Top of Lady，藉以留著莉莉安，避免當年的悲劇再演。
佳娜德（聲：平野綾（日本）；林元春（香港））
搭檔是瑞希。
成熟的粉紅色貓寶石寵物。
莎菲（聲：佐佐木望（日本）；朱妙蘭、梁少霞（代配）（香港））
搭檔是卡蓉。
文化系與頭腦派的藍犬寶石寵物。
羅莎（聲：茅野愛衣（日本）；何寶珊（香港））
搭檔是艾倫娜。
成熟的粉紅色熊寶石寵物，身穿披風。
於第2話起登場，第38話正式作為艾倫娜搭檔出場。

### 其他寶石寵物
安祖娜（聲：豐崎愛生（日本）；成瑤孆（香港））
粉紅色羊駝寶石寵物。
於寶石宮殿中工作，曾在第13話教導桃奈沖調紅茶。有專用的翻譯程式「paca語翻譯器」。
奈娜（聲：澤城美雪（日本）；劉惠雲（香港））
嬰兒白熊寶石寵物。
於第12話作為考驗Petit Lady們照顧嬰兒能力中的照顧對象。
曾在第29話受到露亞的魔法影響變成一隻兇惡的巨熊，阻礙Petit Lady們完成課題；回復原狀後不記得那時的事。
貝莉朵（聲：甲斐田幸（日本）；曾秀清（香港））
綠犬寶石寵物。
沒搭檔的流浪寶石寵物，曾在第26話桃奈和露比鬧翻時向桃奈提出代替露比成為她的導師的請求。
奈弗萊（聲：尾崎惠（日本）；林丹鳳（香港））
橘犬寶石寵物。
於第29話作為考驗Petit Lady們帶狗兒散步能力中的志願者之一，搭檔是桃奈；起初對她的態度並不太友善，但後來慢慢轉好。
以前與安娜很要好，但看到她離他而去（和露亞經歷相同）後，性格變得不和善。
歐帕露（聲：澤城美雪（日本）；曾佩儀（香港））
紫色有翼獨角獸寶石寵物。
珊瑚（聲：清水愛（日本）；陳皓宜（香港））
虎斑貓寶石寵物。
於第38話在一家甜點攤檔工作。
哥奴（聲：上田燿司（日本）；關令翹（香港））
棕色水豚寶石寵物。
拉爾德
熊貓寶石寵物。
布朗尼
刺蝟寶石寵物。
第4集於寶石猜謎中提及並出現。
露娜
粉紅兔寶石寵物，第2集出現坐在露比、莎菲、佳娜德附近。
凱雅
暹羅貓寶石寵物，第2集出現坐在露比、莎菲、佳娜德附近。
米爾姬
吉娃娃犬寶石寵物，第2集出現坐在露比、莎菲、佳娜德附近。
小玲
綠色鸚鵡寶石寵物，第2集出現坐在露比、莎菲、佳娜德附近。
普蕾斯
貴賓狗寶石寵物，第2集出現坐在露比、莎菲、佳娜德附近。
雅美莉
倉鼠寶石寵物，第2集出現坐在露比、莎菲、佳娜德附近。
瑞琵絲
藍貓寶石寵物，第2集出現坐在露比、莎菲、佳娜德附近。
查蘿絲
蜜蜂寶石寵物，第2集出現坐在露比、莎菲、佳娜德附近。
莉露
粉色豬寶石寵物，第2集出現坐在露比、莎菲、佳娜德附近。
塔塔（聲：竹內順子（日本）；謝潔貞（香港））
白猴寶石寵物。
伊歐（聲：佐佐木望（日本）；詹健兒（香港））
棕色垂耳兔寶石寵物。
在一家茶葉店工作。
於第21話幫助列文向卡蓉求婚。
凱特（聲：澤城美雪（日本）；雷碧娜（香港））
棕犬寶石寵物。
於第21話作為寶石嘉年華的司儀。
古哈科（聲：皆川純子（日本）；張頌欣（香港））
黃毛犬寶石寵物。
於第29話作為考驗Petit Lady們帶狗兒散步能力中的志願者之一，搭檔是莉莉安。
尤克（聲：吉田仁美（日本）；魏惠娥（香港））
棕犬寶石寵物。
於第29話作為考驗Petit Lady們帶狗兒散步能力中的志願者之一，搭檔是卡蓉。
古利斯（聲：金田晶（日本）；許盈（香港））
灰犬寶石寵物。
於第29話作為考驗Petit Lady們帶狗兒散步能力中的志願者之一，搭檔是瑞希。

黑貓寶石寵物。
於第32話的寶石能量考驗中，其所代表的鑽石被寶石淑女提起並受到許多Petit Lady關注；露亞亦向她借用鑽石而非用自己的藍色磷灰石。
與本作登場人物的淑女黛安娜同名但沒有關係。
古拉萊特（聲：田丸篤志（日本）；李凱傑（香港））
白獅寶石寵物。
於第40話作為塔羅牌占卜師，為米拿與莉莉安占卜。
積斯巴（聲：KENN（日本）；周倚天（香港））
獵豹寶石寵物。
於第40話作為寶石平板占卜師，為凱恩與桃奈占卜。
芙蘿拉（聲：金田晶（日本）；陳琴雲（香港））
綿羊寶石寵物。
朵芭斯（聲：金田晶（日本）；吳羨婷（香港））
棕色長毛犬寶石寵物。
迪安（聲：福山潤（日本）；黃啟昌（香港））
灰貓寶石寵物。
拉莉瑪（聲：高垣彩陽（日本）；黃昕瑜（香港））
於第47話初登場。白狐寶石寵物。蕾妲的前搭檔。
為不讓蕾妲使用她的力量而一直處於封印狀態，直至第50話桃奈和凯恩拯救了寶石王國後才甦醒，並將寶石王國回復原狀。

### Lady Jewel（寶石淑女）候補生
召集到Jewel Palace（寶石宮殿）的各位Lady Jewel（寶石淑女）候補生們，是被導師（Mentor，由寶石寵物擔任）選中的女孩們。在這一年時間內，候補生們可以由朋友、王子（Prince）的幫助下完成淑女課題。當這一年內的所有淑女課題完成的時候，只有其中一位Petit Lady（淑女候補生）可以當上「Top of Lady（首席淑女）」，即為Lady Jewel（寶石淑女）。
桃奈（聲：小林桂子（日本）；廖杏茵（香港））
代表顏色：  粉红色
本作主角，拍檔為露比。是庶民派少女的淑女候補生。即使課題多麼困難，而且又經常失敗，她都會努力以赴完成每個課題。
在憧憬的表哥婚禮上，跟剛成為表嫂的淑女黛安娜（Lady Diana）說話時突然跳躍到雪山，而不明就裡地成為了淑女候補生。
性格開朗，可愛及冒失，居住在寶石大陸的居民。一開始時因為凱恩經常小看桃奈而討厭凱恩。但後來發現凱恩的溫柔和努力而開始喜歡他，喜歡熱狗及小寶寶。
突然加入Lady候補生的女子，在參賽前對寶石寵物與比賽完全一無所知，因此在賽內遭遇許多困難、虽然自己并不自觉，但她是被Lady黛安娜选中的来拯救大家的人。
第12集中很受寶石寵物拉布拉寵愛，因此很成功地完成課題。
第15集向凱恩表明心意。
第22集說明自己沒有被露比選為Petit Lady，被米拿懷疑是Petit Lady X。
第26集知道露比沒有選擇自己作Petit Lady 。
第26集和莉莉安一起被選中為王族宮殿候補生。
第36集和莉莉安、羅美歐、米拿一起被選中到王族宮殿留學。
第37集開始在王者宮殿再次和凱恩成為搭檔。
第39集被誤以為從王家宮殿受殘酷對待而返寶石宮殿。
第50集和凱恩拯救大家，然後和凱恩一起消失。
第51集失去記憶，後來與凱恩相逢。
第52集恢復記憶，與凱恩結婚。
莉莉安（聲：種田梨沙（日本）；何晶晶（香港））
代表顏色：  紫色
Lady候補生中最有聲望能拿下寶座的完美少女，幾乎任何試煉都能順利面對。
其实莉莉安是Lady黛安娜留给露亚的人偶，露亚受到Joker的指示用魔法把她变为人。
初時不認同桃奈的加入，但是慢慢認可了她，也慢慢地被桃奈感化，向大家打開心窗。喜歡米拿。
第6集中向桃奈解說與凱恩是兄妹關係。非常崇拜及重視自己的哥哥，也向桃奈表示「自己不認同的Lady是不會讓兄長和她有交流。」
第19集中的鬼屋挑戰，因為人偶及音樂盒令她回想過去，令她懷疑自己的過去是否真的。但在23集中決定把音樂盒交給米拿保管。
第23集中知道桃奈不是正式的Petit Lady，後來決定不把秘密告訴其他人，也求米拿不要告訴任何人。也開始對露亞的態度感到懷疑。
第26集和桃奈一起被選中為王族宮殿候補生。
第36集和桃奈、羅美歐、米拿一起被選中到王族宮殿留學。
第37集開始在王者宮殿的搭檔為米拿。
第43集为了保护露亚被Joker的魔法击中消失了变成了米拿Jewelpad里面的一个程序。
第46集被米拿发现。第48集从手机里面出来为解救大家，射出宝石之箭，但是救了大家之后又再次消失了。
第50集被桃奈凯恩救活，并与米拿幸福在一起。
第52集成为寶石淑女。
瑞希（聲：仙台惠理（日本）；陳琴雲（香港））
代表顏色：  藍色
男孩子氣的酷炫少女，由於可靠的性格得到不少其他Lady候補生的仰慕。喜歡蘇亞拿。
喜歡雨天。
卡蓉（聲：下村實生（日本）；羅孔柔（香港））
代表顏色：  黄色
個性陰柔內向的眼鏡女孩，愛好看書與寫作。夢想是成為一名小說家。喜歡列文。
起初不認同想成為Lady的想法，但後來被莎菲感化，承認自己的想法。
自己不擅長交流，但受列文的影響開始慢慢與別人交流，也慢慢和桃奈她們友好。
第16集因為不小心把自己寫的小說傳送給桃奈她們，所以引起騷動，但意外的所有人都喜歡她的小說。
第20集被列文求婚，第21集接受列文的求婚。
艾倫娜（聲：高橋美佳子（日本）；鄭麗麗（香港））
代表顏色：  紅紫色
王族宮殿的Lady候補生，喜歡拿着卡牌就是可以知道些未来发生的事情，说着一些疑似预言的语句（让人搞不懂）。是一个非常完美，正义感很强的Lady，认为自己是一人，已经没有可以失去的人了。
和羅美歐的關係是異常親密。
第29、30、36、37集前搭檔為凱恩、後來第37集開始新搭檔為羅美歐。

### 王子（Prince）
是支援Lady Jewel的『國王（King）』候補生。
凱恩（聲：野島健兒（日本）；黃積權（香港））
Elite（菁英）候補生之一。個性冷峻，受許多Petit Lady（淑女候補生）歡迎，但也有溫柔的一面。喜歡桃奈。跟莉莉安是兄妹。對玫瑰花很有認識。討厭甜食，但十分喜歡自創的「Cayenne Special（凱恩特製）」棉花糖夾餅。
第14集提前被選中到王族宮殿留學。
第15集向桃奈表明自己的心意，自己會努力成為國王，要桃奈加油成為Lady Jewel。
第29、30、36、37集前搭檔為艾倫娜、後來第37集再次和桃奈成為搭檔。
第50集与桃奈拯救大家，并与桃奈消失。
第51集失去记忆，并与桃奈相逢。
第52集恢复记忆，并与桃奈举行婚礼结婚，与桃奈幸福生活在一起。
羅美歐（聲：近藤隆（日本）；林筠翔（香港））
Elite候補生之一。與凱恩是良性競爭關係。對人頗具親和力，但也有壞心眼的時候，也不愛輸給自己不認同的人，特別是米拿。非常不喜歡米拿，也不喜歡他的想法。前期對桃奈抱有好感，雖然跟桃奈表示心意卻被拒絕，後期到了王族宮殿後漸漸被艾倫娜吸引，最後向艾倫娜表白想成為她的King。
在36集向桃奈告白後被拒绝。
第36集和米拿、莉莉安、桃奈被選中到王族宮殿留學。
第37集在王者宮殿新搭檔為艾倫娜。
第48集里救了被魔物附身的艾倫娜，并表示愿意成为她的King。
蘇亞拿（聲：山下誠一郎（日本）；鄧港文（香港））
Elite候補生之一。走參謀路線，對困難都以慎密的計謀來突破，不喜歡與人合作。喜歡瑞希。
非常害怕幽靈、鬼怪。
列文（聲：澤城美雪（日本）；李震權（香港））
Elite候補生中最年少者之一。個性比較我行我素、活潑好動。喜歡卡蓉。
米拿（聲：KENN（日本）；胡家豪（香港））
凱恩轉校後出場的謎之候補生。白髮少年，外貌跟凱恩有點相似。因被Lady Rector和Lady Boot誤認為侵入系統而長時間禁閉，凱恩離去後由Lady Boot解放他。
Elite候補生之一。個性非常我行我素，不良型少年，有非常的實力，成績也非常優秀，對桃奈的行為非常感興趣。喜歡莉莉安。
第15集尾出場。因犯事而被困。
對於現在的Elite候補生感到可笑，不認同只會哄Lady開心的王子，特別是羅美歐。想改變世界，要所有人包括女王都要順從他。
第22集中得知桃奈不是正式的Petit Lady，開始懷疑她是Petit Lady X。
第23集尾表示自己對音樂盒感到在意。
第36集和羅美歐、莉莉安、桃奈被選中到王族宮殿留學。
第37集在王者宮殿新搭檔為莉莉安。
第41集得知莉莉安原来真正的身世是人偶很痛苦。怕莉莉安受伤，为了保护莉莉安决定一直对她隐瞒真相。
第42集对露亚说自己深爱莉莉安，决定要对莉莉安说出人偶的真相，但是被愤怒的露亚攻击受伤。
第48集和莉莉安一起射出宝石之箭。
第52集被选为国王，与莉莉安幸福在一起。

### Lady
寶石淑女／克里雅（聲：平野綾（日本）；曾秀清（香港））
最高位指導教官，也是寶石王國的女王。黛安娜的好友。
安娜（聲：豐崎愛生（日本）；吳羨婷（香港））
桃奈的表嫂，是桃奈Magical Letter Pen（魔法讀信筆）的前任持有者。寶石淑女的好友，前搭檔是露亞，以前和蕾妲、布特一起上課時認識。以前是Top Lady。
蕾妲（聲：澤城美雪（日本）；李潤知（香港））
架眼鏡的貴婦人風格指導教官。Jewel Palace（寶石宮殿）的館長，是淑女中的淑女。以前和黛安娜、布特一起上課時認識。身份是Joker。
布特（聲：澤城美雪（日本）；李潤知（香港））
軍人風格指導教官。下達課題時，需要Petit Lady（淑女候補生）以「Yes！Mom！」回應。有「Lady Conductor」之別名。以前和蕾妲、黛安娜一起上課時認識。
是瑞希兒時在森林迷路所遇上的「矇面白馬淑女」，但目前清楚說明是同一人。

### 其他
阿爾特（聲：木島隆一（日本）；梁偉德（香港））
桃奈的表哥，安娜的丈夫。桃奈一直所憧憬的人，跟桃奈關係不錯。
桃奈的父親（聲：上田燿司（日本）；鄧志堅（香港））
桃奈的母親（聲：茅野愛衣（日本）；鄭麗麗（香港））
えりす（聲：中村繪里子（日本））
卡蓉的姊姊。
古蘭國王（聲：福山潤（日本）；李安邦（香港））
現任寶石王國的國王，克里雅的丈夫。
咖喱王子（聲：齊藤壯馬（日本）；李致林（香港））
於第27話登場。
館長（聲：上田燿司（日本）；林國雄（香港））
於第31話登場。

## 用語
魔法讀信筆／魔法寶石筆（Magical Letter Pen）
Lady（淑女）候補生的証明。在信件上一劃就會自動讀出信件內容。也可以變形成寶石遮陽傘（Parasol）。
當持有人畢業後便要把「Magical Letter Pen」交給下一位候補生。而桃奈持有的Magical Letter Pen的前任者是Lady Diana。
持有人不同，其發出的色彩也會有所不同。桃奈為粉紅色、瑞希為綠色、卡蓉為藍色、莉莉安為紫色。
寶石手機Premium Heart（ Premium Heart）
第5代的。
Lady（淑女）候補生可以讀出前一任持有人（淑女候補生）所留下的鼓勵訊息。
禮服、課題所需的服裝也可以用來變身的，甚至可以用作移動到Jewel Stage（寶石舞台）。
郵件、電話之外，也有聽音樂等等的功能。
與Magical Letter Pen一樣，只要持有人不同，色彩也會有所不同。但兩者發出的的色彩是一樣的。
 Premium Heart內置App「Jewel Messenger（寶石聊天室）」為淑女候補生與導師專用，可以在沒訊號的情況下仍可使用。可是，當Jewelpod Premium Heart壞掉的話就不能使用任何App，包括這個「Jewel Messenger」。

## 電視動畫

### 製作人員
- 原作：Sanrio、Sega Toys
- 企劃：下村陽一郎、木村純一、安東ちよ、中村直樹
- 監督：川崎逸朗
- 系列構成：高橋奈津子
- 角色原案：ワダアルコ（日语：ワダアルコ）
- 角色設計：八尋裕子、中西彩、宮川知子
- 美術監督：西倉力
- 色彩設計：津守裕子
- 攝影導演：鎌田克明
- CG導演：佐藤淳也
- 編輯：平木大輔
- 音響監督：岩浪美和
- 音樂：市川淳（日语：市川淳）
- 音樂導演：吉村洋平
- 音樂制作：Avex Entertainment、SONIC GROOVE、Miracle Bus（日语：ミラクル・バス）
- 助理理製：岡村武真、渡邊愛美、森田和寬
- 動畫監製：川﨑とも子、茂垣弘道
- 製作人：吉野文（東京電視台）、大野亮介、可知秀幸
- 動畫制作：STUDIO COMET、ZEXCS
- 製作：東京電視台、MediaNet、ウィーヴ（日语：ウィーヴ）

### 主題曲
由SONIC GROOVE發售。
片頭曲「Your Love」
作詞：Satomi，作曲：Todd Wright、Ethan Mentzer、Dana Alexander，歌：M（SONIC GROOVE）
片尾曲「RUN with U」
作詞：Satomi，作曲：LASSE HANSEN，編曲：KAZ，歌：Fairies（SONIC GROOVE）

### 各話列表
| 話數   | 日文標題 | 中文標題                         | 香港標題                         | 劇本         | 分鏡     | 演出       | 作畫監督                          | 總作畫監督               |
| ------ | -------- | -------------------------------- | -------------------------------- | ------------ | -------- | ---------- | --------------------------------- | ------------------------ |
| 第1話  |          | Lady的修養Lady Go！              | 淑女的修養Lady Go！              | 高橋奈津子   | 川崎逸朗 | 山本天志   | 中野彰子 矢澤泰史 南伸一郎        | 谷津美彌子               |
| 第2話  |          | Lady應有的餐桌禮儀               | 淑女應有的餐桌禮儀               | 金杉弘子     | 川崎逸朗 | 宇根信也   | 飯田清貴 加藤壯                   | 中野彰子 宮川知子        |
| 第3話  |          | 舞台上閃耀光芒！                 | 淑女在舞台上發光發亮             | 高橋奈津子   | 山本天志 | 関田修     | 福山貴人 九鬼朱                   | 中野彰子 宮川知子        |
| 第4話  |          | 公主抱也是Lady的修養！           | 公主抱也是淑女的修養             | 橫谷昌宏     | 關野關十 | 關野關十   | 一川孝久 福地和浩                 | 谷津美彌子 宮川知子      |
| 第5話  |          | Lady就該浪漫度過！               | 淑女應有的浪漫一夜               | 金杉弘子     | 大原實   | 村上貴之   | 中谷友紀子                        | 中野彰子 宮川知子        |
| 第6話  |          | Lady就該擁有繁星！               | 淑女就應得到星星                 | 金杉弘子     | 稻垣隆行 | 萩原露光   | 鶴田愛 鈴木光                     | 谷津美彌子 宮川知子      |
| 第7話  |          | 優美的郵件是Lady的修養！         | 淑女理應寫出出色的電郵           | 山口宏       | 大原實   | 山本天志   | 南伸一郎 福山貴人                 | 中野彰子 宮川知子        |
| 第8話  |          | 獵獲Lady的心吧！                 | 射獵淑女的心吧！                 |              | 石踊宏   | 石踊宏     | 加藤莊                            | 谷津美彌子 宮川知子      |
| 第9話  |          | 優秀Lady的播音員！               | 動人的淑女主播                   | 千葉克彦     | 山本天志 | 淺見松雄   | 九鬼朱 福山貴人                   | 八尋裕子 中西彩 宮川知子 |
| 第10話 |          | 遮陽傘是Lady的修養！             | 洋傘是淑女的修養                 | 高橋奈津子   | 川崎逸朗 | 宇根信也   | 一川孝久 村瀨麻衣子               | 谷津美彌子 宮川知子      |
| 第11話 |          | Lady警官心跳滿滿！               | 心如鹿撞的淑女警察體驗           | 橫谷昌宏     | 藤本義孝 | 村上貴之   | 中谷友紀子                        | 中野彰子 宮川知子        |
| 第12話 |          | 被嬰兒喜歡是Lady的修養！         | 討好嬰兒是淑女的修養             | 武上純希     | 關野関十 | 關野関十   | 鈴木光 鶴田愛                     | 谷津美彌子 宮川知子      |
| 第13話 |          | 午後紅茶是Lady的修養！           | 下午茶是淑女的修養               | 金杉弘子     | 山本天志 | 山本天志   | 伊部由起子                        | 中川彰子 宮川知子        |
| 第14話 |          | Lady要華麗的自拍！               | 淑女自拍時也要亮麗動人           | 千葉克彦     | 石踊宏   | 石踊宏     | 加藤莊                            | 谷津美彌子 宮川知子      |
| 第15話 |          | 面帶微笑告別！                   | 笑著說再見                       |              | 川崎逸朗 | 淺見松雄   | 九鬼朱 福山貴人                   | 中野彰子 宮川知子        |
| 第16話 |          | 讀書也是lady的修養！             | 閱讀是淑女的修養                 | 山口宏       | 森脇真琴 | 宇根信也   | 一川孝久 村瀨麻衣子               | 谷津美彌子 宮川知子      |
| 第17話 |          | 助人為樂是Lady的修養！           | 樂於助人是淑女的修養             | 高橋奈津子   | 藤本義孝 | 淺見松雄   | 山村俊了 佐藤哲也                 | 中野彰子 宮川知子        |
| 第18話 |          | Lady優先是Prince的修養！         | 女士優先是王子的修養             | 橫谷昌宏     | 稻垣隆行 | 萩原露光   | 鶴田愛 鈴木光                     | 谷津美彌子 宮川知子      |
| 第19話 |          | 敢進鬼屋是lady的修養！           | 敢進鬼屋也是淑女的修養           | 武上純希     | 山本天志 | 佐土原武之 | 南伸一郎 中野彰子                 | 中野彰子 宮川知子        |
| 第20話 |          | 相簿的製作是Lady的修養！         | 製作相簿是淑女的修養             | 千葉克彦     | 石踊宏   | 石踊宏     | 加藤壯                            | 谷津美彌子 宮川知子      |
| 第21話 |          | Lady就該成為節日的花朵！         | 淑女就要成為嘉年華的焦點         | 金杉弘子     | 大原實   | 淺見松雄   | 九鬼朱 山村俊了                   | 中野彰子 宮川知子        |
| 第22話 |          | Lady要用一期一會的心情招待       | 淑女要以一期一會的心待人         | 高橋奈津子   | 川崎逸朗 | 宇根信也   | 高橋敦子 村瀨麻衣子               | 谷津美彌子 宮川知子      |
| 第23話 |          | 保守秘密是Lady的修養             | 守秘密是淑女的修養               | 高橋奈津子   | 藤本義孝 | 山内東生雄 | 櫻井木乃實 福山貴人 藤田正幸      | 中野彰子 宮川知子        |
| 第24話 |          | 用行李箱出行也是Lady的修養       | 收拾行李是淑女的修養             | 山口宏       | 阿部雅司 | 阿部雅司   | 鈴木光                            | 谷津美彌子 宮川知子      |
| 第25話 |          | 讓人微笑的午餐也是Lady的修養     | 愉快地吃午餐也是淑女的修養       | 荒川稔久     | 大原實   | 淺見松雄   | 南伸一郎 中野彰子                 | 中野彰子 宮川知子        |
| 第26話 |          | 說不是Lady的修養                 | 懂得優雅地說不也是淑女應有的修養 |              | 川崎逸朗 | 徐惠真     | 加藤壯                            | 中野圭哉 宮川知子        |
| 第27話 |          | 咖喱王子殿下                     | 咖喱之王子殿下                   | 橫谷昌宏     | 小寺勝之 | 關田修     | 九鬼朱 山村俊了 木下由美子        | 中野彰子 宮川知子        |
| 第28話 |          | Lady的桑巴狂歡節                 | 淑女的森巴嘉年華                 | 金杉弘子     | 稲垣隆行 | 宇根信也   | 鶴田愛 本田辰雄                   | 中野圭哉 宮川知子        |
| 第29話 |          | 散步也是Lady的修養               | 散步是淑女的修養                 | 武上純希     | 大原實   | 淺見松雄   | 佐野陽子 福山貴人 佐藤哲也 林隆洋 | 中野彰子 宮川知子        |
| 第30話 |          | Lady的萬聖節派對                 | 淑女的萬聖節派對                 | 高橋奈津子   | 石踊宏   | 石踊宏     | 鈴木光 村瀨麻衣子                 | 中野圭哉 宮川知子        |
| 第31話 |          | 王子們的蘑菇火鍋                 | 王子的蘑菇鍋                     | 千葉克彦     | 村上貴之 | 村上貴之   | 五十内裕輔 渡辺奈月 藤崎真吾      | 谷津美彌子 宮川知子      |
| 第32話 |          | 所謂Lady就是要將寶石力量收為己用 | 淑女應將寶石力量收為己用         | 金杉弘子     | 名村英敏 | 徐惠真     | 加藤壯                            | 中野圭哉 宮川知子        |
| 第33話 |          | 大人的約會心砰砰跳               | 讓人心如鹿撞的大人約會           | 橫谷昌宏     | 山本天志 | 山本天志   | 黒川あゆみ 洪範錫                 | 谷津美彌子 宮川知子      |
| 第34話 |          | 身穿流行禮服的Lady               | 懂得穿著潮流禮服的淑女           | ハラダサヤカ | 福田道生 | 宇根信也   | 鶴田愛 本田辰雄                   | 中野圭哉 宮川知子        |
| 第35話 |          | 準備聖誕節也是Lady的修養         | 準備聖誕節是淑女的修養           | 高橋奈津子   | 川崎逸朗 | 関田修     | 南伸一郎 中野彰子                 | 中野彰子 宮川知子        |
| 第36話 |          | 向王者學院進擊                   | 開往王家宮殿                     | 高橋奈津子   | 川崎逸朗 | 石踊宏     | 鈴木光                            | 中野圭哉 宮川知子        |
| 第37話 |          | Lady的尋寶之旅                   | 淑女尋寶行                       | 金杉弘子     | 大原實   | 淺見松雄   | 九鬼朱 佐藤哲也 福山貴人 山村俊了 | 中野彰子 宮川知子        |
| 第38話 |          | Lady們的聖誕節                   | 淑女們的聖誕節                   | ハラダサヤカ | 石踊宏   | 荻原露光   | 加藤壯                            | 中野圭哉 宮川知子        |
| 第39話 |          | 享受新年也是Lady的修養           | 恭賀新年是淑女的修養             | 山口宏       | 藤本義孝 | 藤本義孝   | 五十内裕輔 村上貴之               | 谷津美彌子 宮川知子      |
| 第40話 |          | 占卜新年也是Lady的修養           | 新年占卜也是淑女的修養           | 武上純希     | 名村英敏 | 宇根信也   | 村瀨麻衣子 鶴田愛                 | 中野圭哉 宮川知子        |
| 第41話 |          | 作為Lady應該珍惜彼此的友誼       | 淑女就應該珍重緣分               | 高橋奈津子   | 川崎逸朗 | 山本天志   | 黒川あゆみ 下地彩加 金城美保      | 谷津美彌子 宮川知子      |
| 第42話 |          | Lady的過去                       | 淑女的過去                       | ハラダサヤカ | 川崎逸朗 | 阿部雅司   | 小田嶋瞳                          | 中野圭哉 宮川知子        |
| 第43話 |          | 消失的Lady                       | 消失的淑女                       | 高橋奈津子   | 川崎逸朗 | 関田修     | 南伸一郎 中野彰子                 | 中野彰子 宮川知子        |
| 第44話 |          | Lady是被寶石弓箭射中             | 淑女就要射出寶石神箭             | 千葉克彦     | 石踊宏   | 石踊宏     | 加藤壯                            | 中野圭哉 宮川知子        |
| 第45話 |          | 露亞有危險！                     | 露亞有危險                       | 金杉弘子     | 大原實   | 淺見松雄   | 九鬼朱 佐藤哲也 福山貴人          | 中野彰子 宮川知子        |
| 第46話 |          | 誰是小丑？                       | 誰是Joker？                      | 武上純希     | 名村英敏 | 宇根信也   | 鈴木光                            | 中野圭哉 宮川知子        |
| 第47話 |          | Lady小丑                         | 淑女Joker                        | 高橋奈津子   | 藤本義孝 | 藤本義孝   | 山岡峻 五十内裕輔                 | 谷津美彌子 宮川知子      |
| 第48話 |          | 被搶走的Lady                     | 被奪走的淑女                     | 千葉克彦     | 阿部雅司 | 阿部雅司   | 小田嶋瞳                          | 中野圭哉 宮川知子        |
| 第49話 |          | 命運的寶石之箭                   | 命運的寶石神箭                   | 金杉弘子     | 川崎逸朗 | 山本天志   | 黒川あゆみ                        | 谷津美彌子 宮川知子      |
| 第50話 |          | 拯救世界是Lady應有的修養！       | 拯救世界是淑女的修養             | ハラダサヤカ | 川崎逸朗 | 石踊宏     | 加藤壯                            | 中野圭哉 宮川知子        |
| 第51話 |          | 白兔和紅絲帶                     | 白兔與紅絲帶                     | 高橋奈津子   | 川崎逸朗 | 関田修     | 南伸一郎 中野彰子                 | 八尋裕子 宮川知子        |
| 第52話 |          | 前往Top of Lady                  | 邁向頂尖淑女                     | 高橋奈津子   | 川崎逸朗 | 川崎逸朗   | 鈴木光                            | 八尋裕子 中西彩 宮川知子 |

### 播放電視台
| 播放地區       | 播放電視台   | 播放日期                     | 播放時間                  | 播放系列   | 延遲日數 |
| -------------- | ------------ | ---------------------------- | ------------------------- | ---------- | -------- |
| 大阪府         | 大阪電視台   | 2014年4月5日－2015年3月28日  | 星期六 07時00分－07時30分 | 東京電視網 |          |
| 關東廣域圈     | 東京電視台   | 2014年4月5日－2015年3月28日  | 星期六 09時30分－10時00分 | 東京電視網 | 製作局   |
| 北海道         | 北海道電視台 | 2014年4月6日－2015年3月29日  | 星期日 07時00分－07時30分 | 東京電視網 |          |
| 愛知縣         | 愛知電視台   | 2014年4月6日－2015年3月29日  | 星期日 07時00分－07時30分 | 東京電視網 |          |
| 岡山縣、香川縣 | 瀨戶內電視台 | 2014年4月6日－2015年3月29日  | 星期日 07時00分－07時30分 | 東京電視網 |          |
| 福岡縣         | TVQ九州放送  | 2014年4月6日－2015年3月29日  | 星期日 07時00分－07時30分 | 東京電視網 |          |
| 滋賀縣         | 琵琶湖放送   | 2014年5月18日－2015年5月17日 | 星期日 05時55分－06時25分 | 獨立局     |          |
| 和歌山縣       | 和歌山電視台 | 2014年7月16日－2015年7月8日  | 星期三 07時30分－08時00分 | 獨立局     |          |

| 東京電視台 星期六 09:30－10:00 節目 | 東京電視台 星期六 09:30－10:00 節目           | 東京電視台 星期六 09:30－10:00 節目 |
| ----------------------------------- | --------------------------------------------- | ----------------------------------- |
|                                     | Lady 寶石寵物 （2014年4月5日－2015年3月28日） |                                     |
| 寶石寵物 Happiness                  | 寶石寵物 魔法變身                             |                                     |

| 無綫電視翡翠台 星期二、三 17:20－17:50 節目 | 無綫電視翡翠台 星期二、三 17:20－17:50 節目 | 無綫電視翡翠台 星期二、三 17:20－17:50 節目 |
| ------------------------------------------- | ------------------------------------------- | ------------------------------------------- |
|                                             | 寶石寵物Ⅵ （2016年9月27日－2017年3月22日）  |                                             |
| 排球少年                                    | 星光樂園II                                  |                                             |
| 無綫電視翡翠台 星期一至五 16:15－16:50節目  |                                             |                                             |
| 閃電十一人GO 銀河 重播                      | 寶石寵物Ⅵ 重播 （2018年6月22日－9月3日）    | 新·我們這一家 重播                          |

## 外部連結
- 東京電視台《Lady 寶石寵物》官網 （页面存档备份，存于）（日語）